# 융캉제

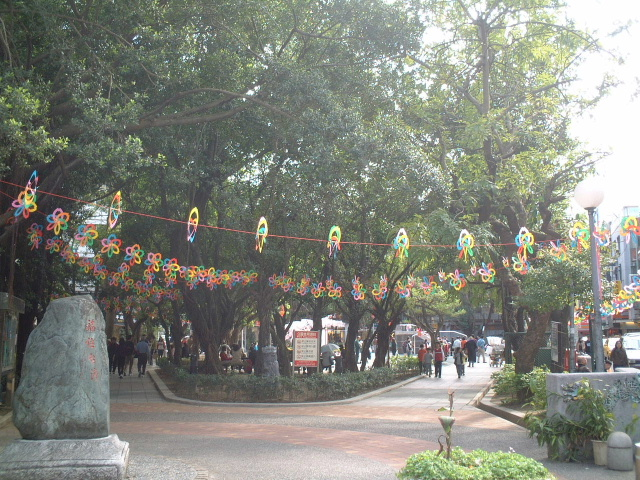
융캉제 공원

융캉제(永康街)는 타이베이시 다안 구에 위치한 음식 거리이다. 많은 음식점이 몰려있다.